# GR-99
El Camino Natural del Ebro (también conocido como GR-99) es un Camino Natural y un sendero de Gran Recorrido que parte de Fontibre (Cantabria) y recorre todo el Ebro hasta su desembocadura en Deltebre (Tarragona). En su recorrido atraviesa las provincias de Cantabria, Palencia, Burgos, Álava, La Rioja, Navarra, Zaragoza, Lérida y Tarragona.

## Recorrido
El Camino Natural comienza en Fontibre, donde nace el río Ebro y lo recorre a lo largo de 1280 km hasta su desembocadura en el Delta del Ebro en Riumar.

### Etapas
El recorrido esta perfectamente señalizado con balizas de señales rojas y blancas (como corresponde a un sendero de gran recorrido) y está dividido en 42 etapas (ideadas para poder ser recorridas andando en un día). En realidad el número de tramos es 59 debido a las diversas ramificaciones del camino.

### Señalización
En los puntos de inicio y fin de cada etapa se encuentran paneles informativos sobre el perfil y longitud del tramo y sobre las zonas de interés natural y cultural que atraviesa. Además estos paneles se encuentran en puntos de singular interés a lo largo del recorrido.

### Condiciones del camino
El camino tiene una anchura variable entre 1 y 4 metros, en función del terreno que atraviesa. Durante la mayor parte del recorrido varía entre 2 y 3 m y consiste simplemente en tierra compactada.

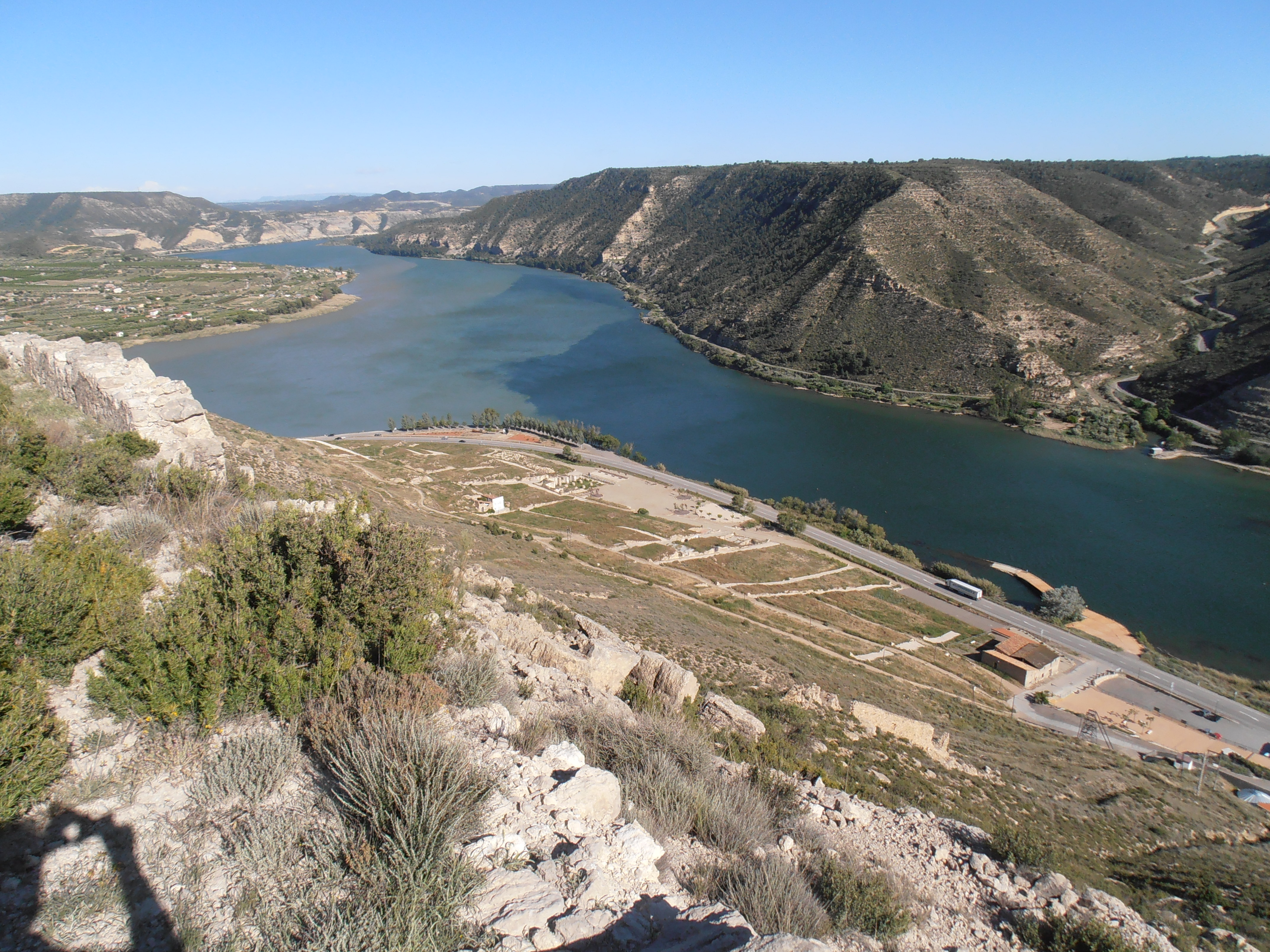
Confluencia del Ebro con el Segre y el Cinca en el Aiguabarreig de Mequinenza.

### Origen
El Camino Natural del Ebro ha sido formado a partir de diversos recorridos tradicionales (por ejemplo, en el tramo desde la desembocadura hasta Logroño coincide con el antiguo ramal del Camino de Santiago que iba desde el Mediterráneo y se unía al Camino Francés)
Este Sendero de Gran Recorrido fue señalizado y acondicionado por iniciativa del Ministerio de Agricultura, Pesca y Alimentación en colaboración con la Confederación Hidrográfica del Ebro, la Federación Española de Montaña y Escalada, las siete Comunidades autónomas y los centenares de ayuntamientos por los que discurre su recorrido.
Este Camino Natural fue el primero de los grandes caminos de la Red de Caminos Naturales dentro del Programa de Caminos Naturales del Ministerio de Agricultura, Pesca y Alimentación.

## Tramos

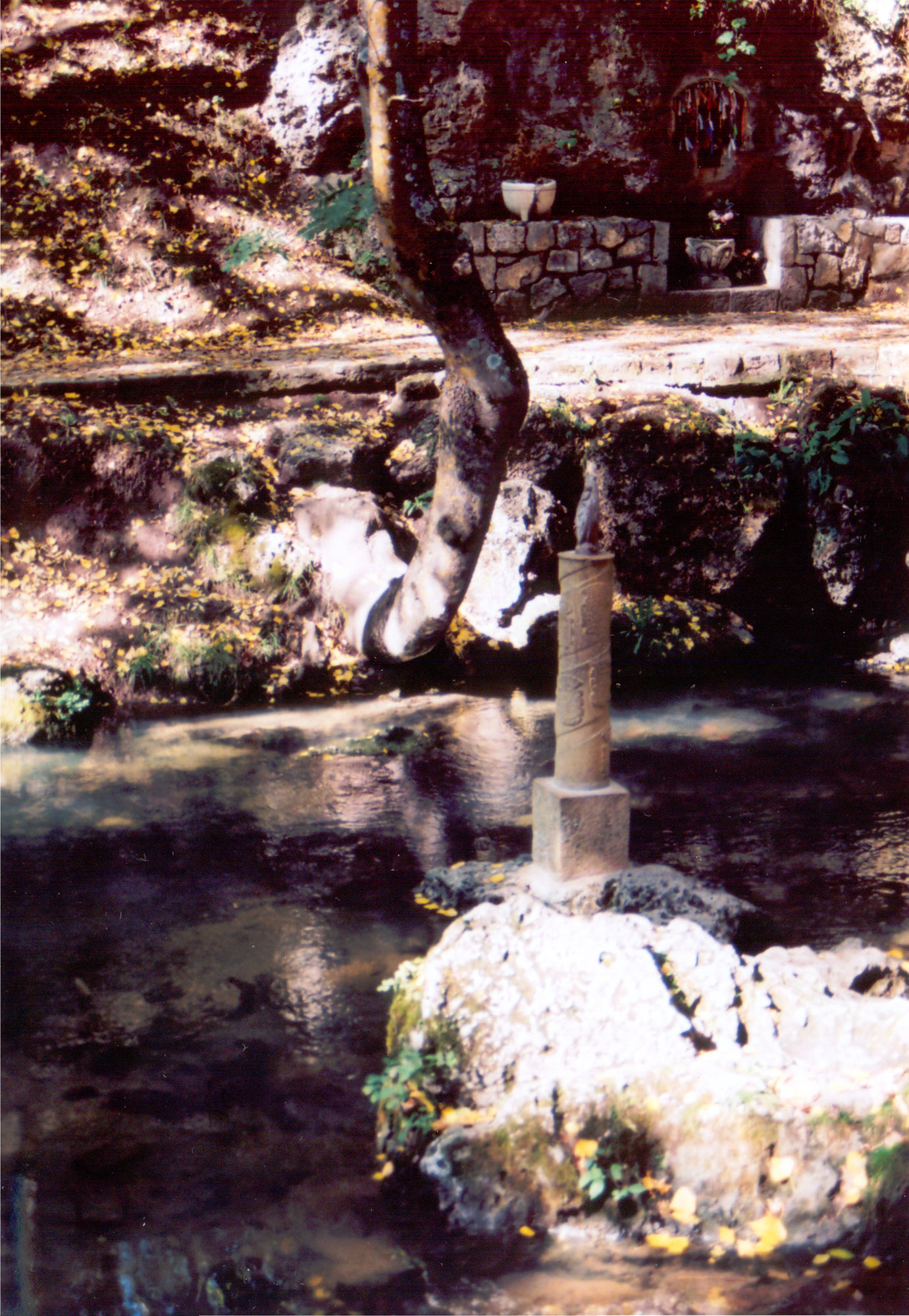
La Fuentona en Fontibre (Cantabria).

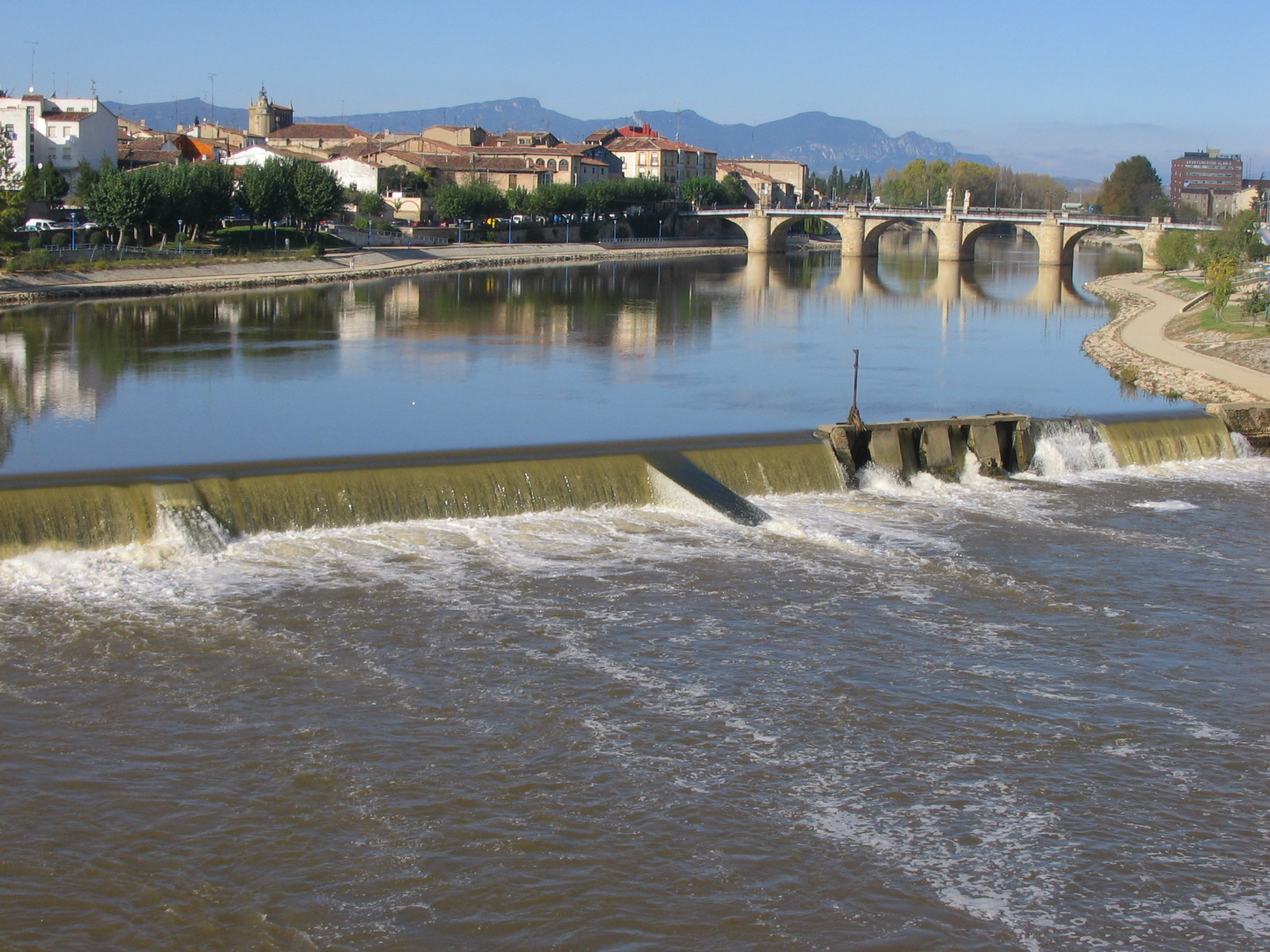
El Ebro, a su paso por Miranda de Ebro (Burgos).

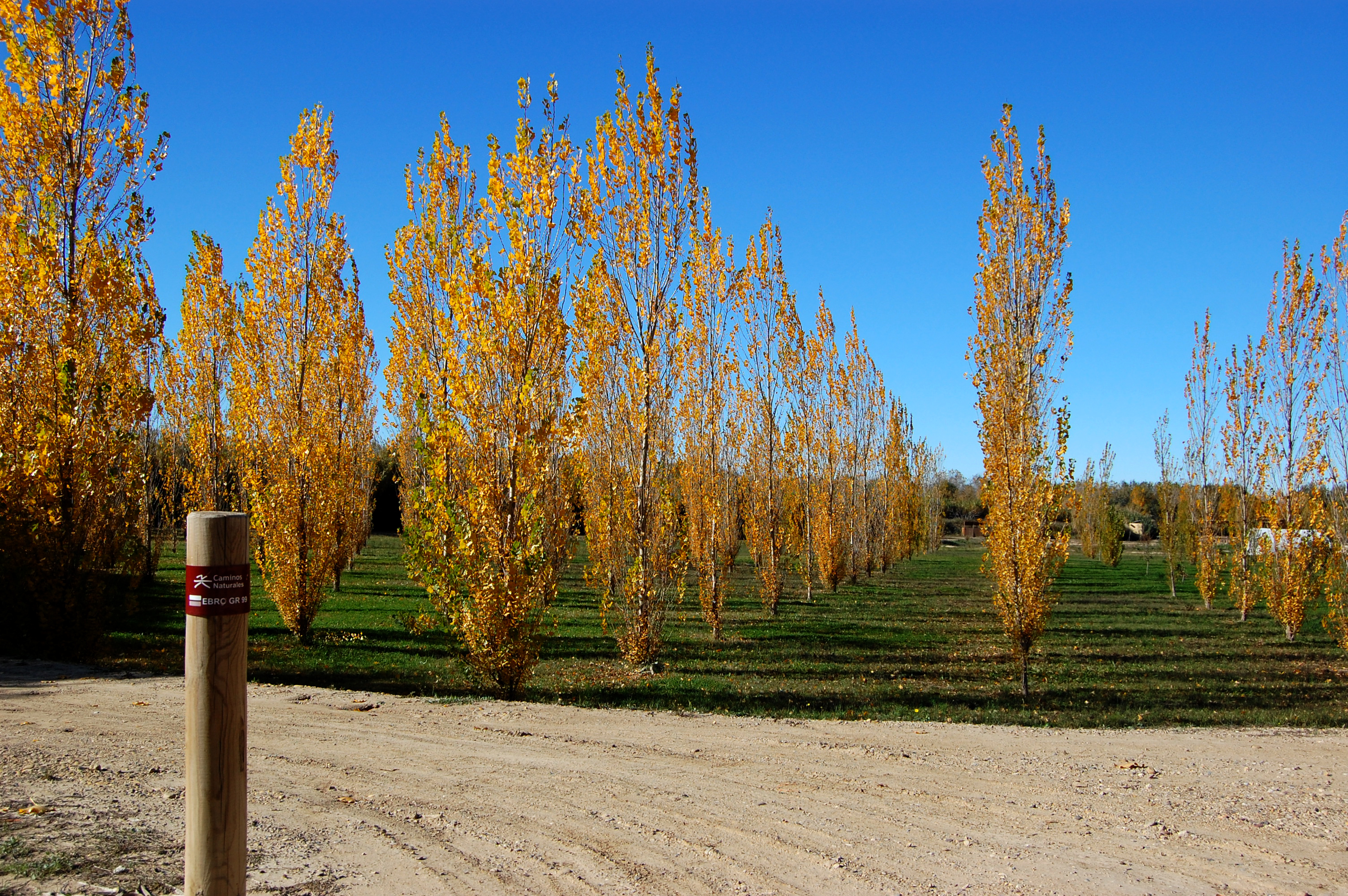
El Camino Natural del Ebro a su paso por el Galacho de Juslibol en Zaragoza.

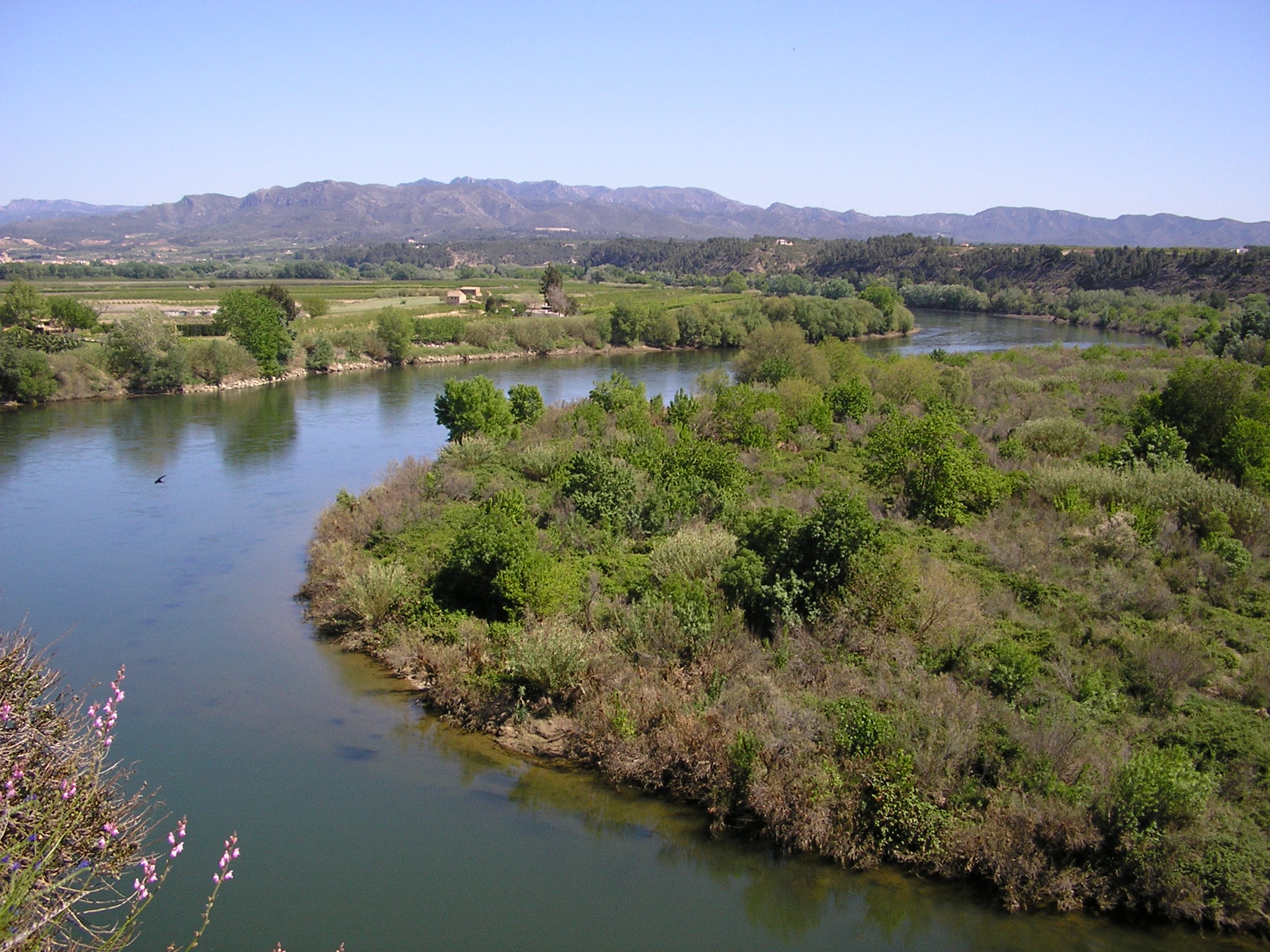
El Ebro, a su paso por Miravet (Tarragona).

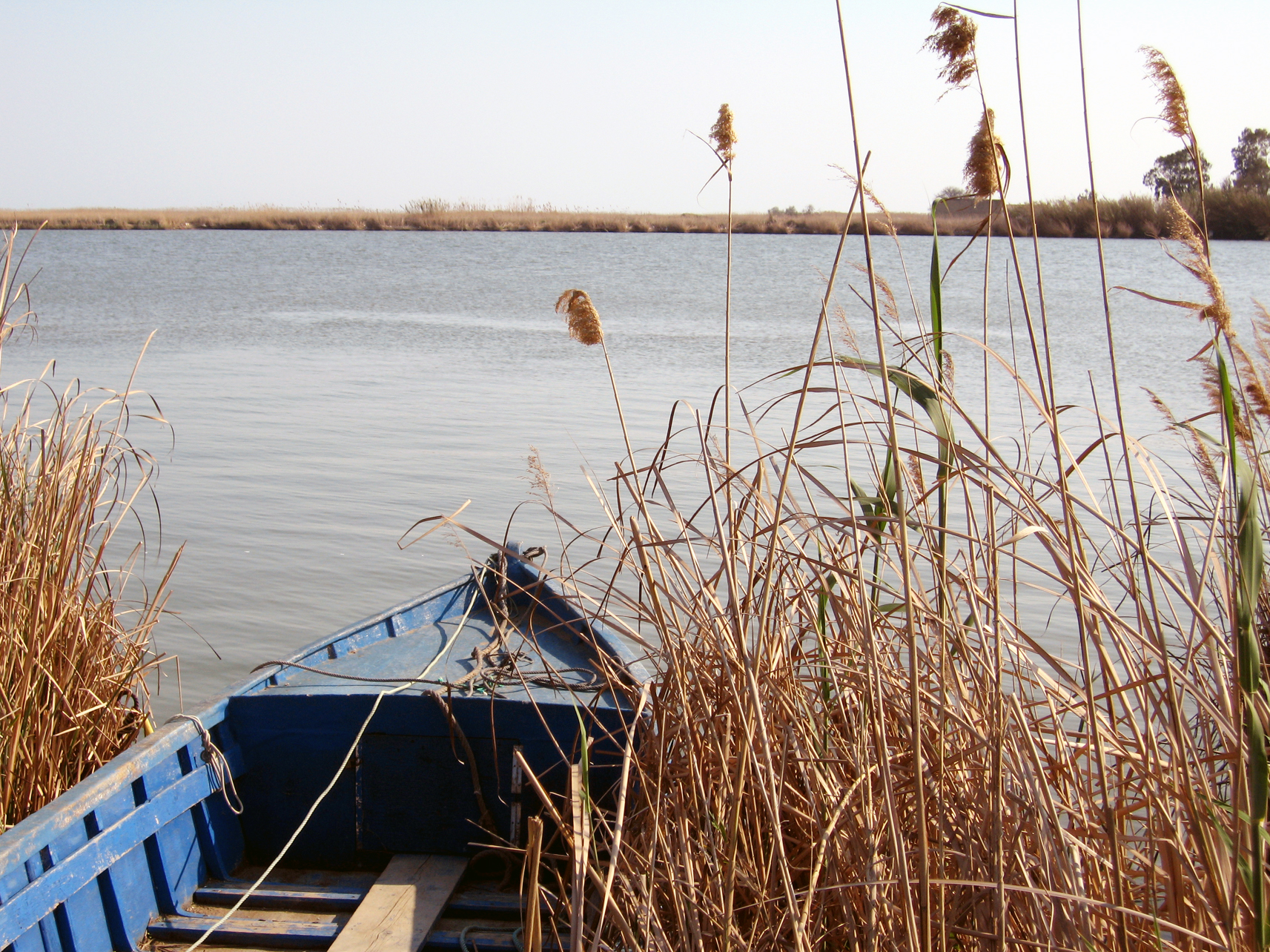
Desembocadura del Ebro.

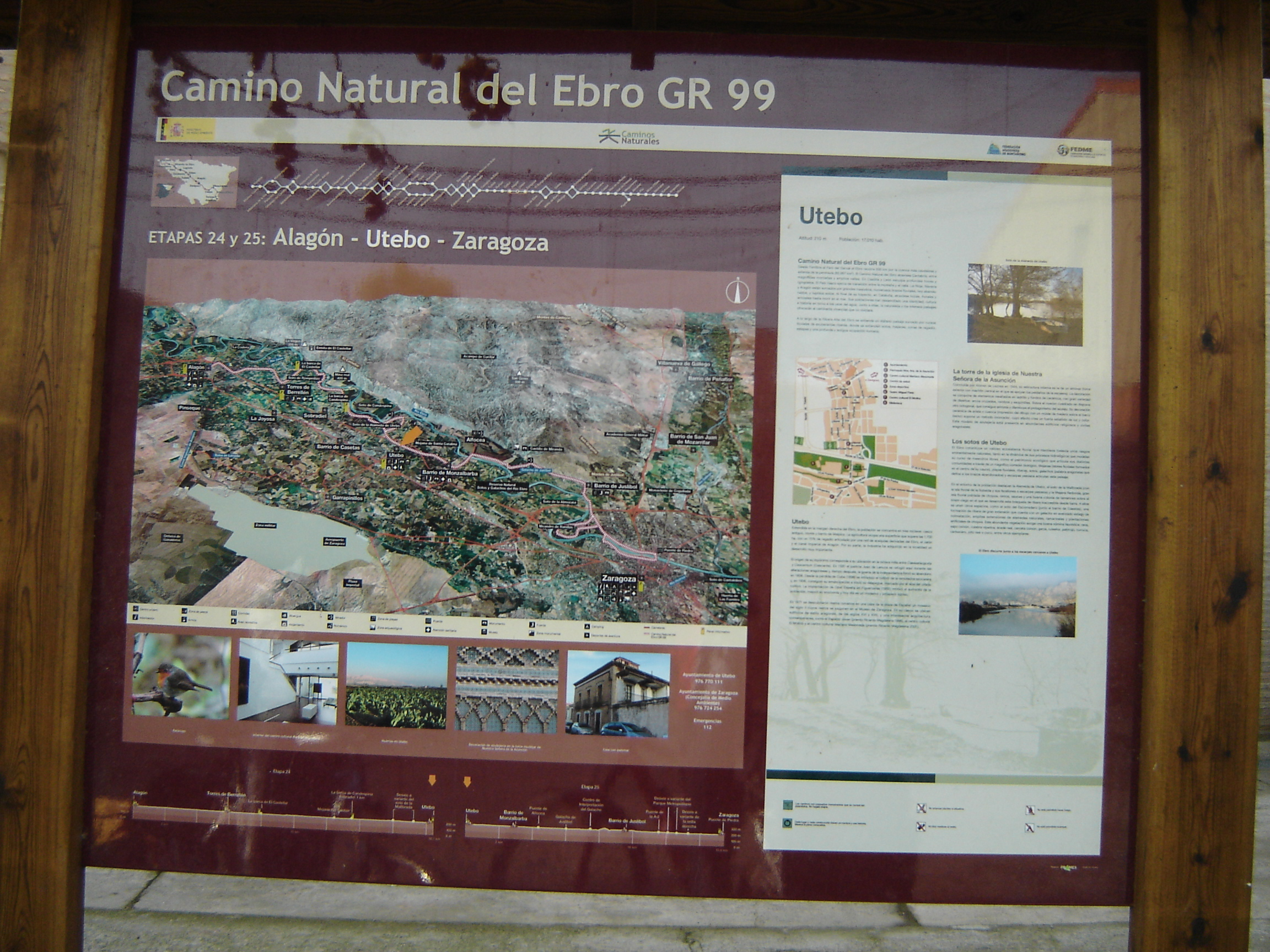
Panel descriptivo del Camino Natural del Ebro en Utebo. Señalización de la Red de Caminos Naturales de España utilizada en el camino.

El río Ebro tiene tres tramos naturales diferenciados: el Alto Ebro, la depresión, y el bajo Ebro que permiten dividir a su vez el camino por los paisajes que se observan y por las características del camino.

### Alto Ebro
Entre Fontibre y Haro, la vegetación de esta zona está formada por bosques de pinos, quejigos y hayas, aunque también es posible encontrar llanuras de pastos y huertas junto al río. Cabe destacar el robledal del Monte Hijedo, el más extenso de España.
En este tramo el río tiene un régimen pluvio-nival oceánico (es decir un caudal bastante estable a lo largo del año), debido al clima oceánico de la región que atraviesa.

### La Depresión del Ebro
Desde Haro y hasta Mequinenza, el curso medio del Ebro atraviesa una llanura de clima continental acusado. En esta zona recibe aportaciones tanto de los ríos Pirenaicos, como de la cordillera Ibérica (mucho menos importantes en caudal), dando un carácter pluvial mediterráneo al río.
La vegetación es la típica de ribera, formando sotos allí donde los campos no los han suplantado. Más lejos del río, la vegetación cambia a Mediterránea (en la parte inicial de la depresión) o esteparia (en la parte central).
En primavera (durante el deshielo) se pueden producir fuertes crecidas que pueden ocupar el recorrido del camino (especialmente cuando discurre cerca del río).

### El bajo Ebro
Desde Mequinenza hasta Tortosa, el Ebro se va encajando entre montañas, lo que hace el camino a la vez más difícil pero de más interés paisajístico. Finalmente al llegar a esta localidad, el cauce vuelve a abrirse para formar el delta y desembocar en el mar.

## Etapas
- Etapa 1: Fontibre - Montesclaros. 26.7 km
- Etapa 2: Montesclaros - Villanueva de la Nía. 23.9 km
- Etapa 2.1: Aldea de Ebro - San Martín de Elines. 28.5 km
- Etapa 3: Villanueva de la Nía - Polientes. 16.8 km
- Etapa 4: Polientes - Orbaneja del Castillo. 18.4 km
- Etapa 5: Orbaneja del Castillo - Valdelateja - Cortiguera - Pesquera de Ebro. 25.2 km
- Etapa 5.1: Orbaneja del Castillo - Valdelateja - Turzo - Pesquera de Ebro. 11 km
- Etapa 6: Pesquera de Ebro - Manzanedo (Burgos). 18.2 km
- Etapa 7: Manzanedo - Puente-Arenas. 16.8 km
- Etapa 8: Puente Arenas - Trespaderne. 28.8 km
- Etapa 9: Trespaderne - Quintana Martín Galíndez. 20.8 km
- Etapa 9.1: Puente de Valdecastro - Cillaperlata. 4.6 km
- Etapa 10: Quintana Martín Galíndez - Baños de Sobrón. 25.1 km
- Etapa 10.1: Barcina de Barco - San Martín de Don. 10.1 km
- Etapa 11: Baños de Sobrón - Miranda de Ebro. 20.7 km
- Etapa 11.1: Puentelarrá/Larrazubi - Miranda de Ebro. 16.7 km
- Etapa 12: Miranda de Ebro - Haro. 21.6 km
- Etapa 12.1: Miranda de Ebro - Puente de Briñas. 22.4 km

- Etapa 13: Haro - Puente de Briñas - San Vicente de la Sonsierra. 15.6 km
- Etapa 13.1: Haro - Briones - San Vicente de la Sonsierra. 14.7 km
- Etapa 14: San Vicente de la Sonsierra - Elciego. 22.9 km
- Etapa 14.1: Baños de Ebro - Cenicero. 8.4 km
- Etapa 15: Elciego - Oyón. 25.6 km
- Etapa 15.1: Cenicero - Logroño. 28.5 km
- Etapa 16: Oyón - Mendavia. 31.3 km
- Etapa 16.1: Logroño - Agoncillo. 30.9 km
- Etapa 17: Mendavia - Lodosa. 19.7 km
- Etapa 17.1: Agoncillo - Alcanadre. 20.8 km
- Etapa 18: Sartaguda - San Adrián. 16.1 km
- Etapa 19.1: San Adrián - Rincón de Soto. 24.8 km
- Etapa 19.2: Rincón de Soto- Castejón. 26.2 km
- Etapa 20: Milagro - Tudela. 34.4 km
- Etapa 21: Tudela - Buñuel. 23.8 km
- Etapa 22: Buñuel - Gallur. 23.9 km
- Etapa 23: Gallur - Alagón. 32.4 km
- Etapa 24: Alagón - Utebo. 18.8 km
- Etapa 25: Utebo - Zaragoza. 15.6 km
- Etapa 26: Zaragoza - El Burgo de Ebro. 19.6 km
- Etapa 27: El Burgo de Ebro - Pina de Ebro. 30.8 km
- Etapa 28: Pina de Ebro - Velilla de Ebro. 20.2 km
- Etapa 28.1: Pina de Ebro - Gelsa. 18.9 km
- Etapa 29: Velilla de Ebro - Sástago. 18.3 km
- Etapa 29.1: Alborge - Ermita de Montler - Sástago. 8.5 km
- Etapa 30: Sástago - Escatrón. 20.5 km
- Etapa 31: Escatrón - Chiprana. 32.8 km
- Etapa 32: Chiprana - Caspe. 10.3 km
- Etapa 33: Caspe - Mas de la Punta. 28.9 km
- Etapa 34: Mas de la Punta - Vall de Freixes. 24.3 km
- Etapa 35: Vall de Freixes - Mequinenza. 22.6 km

- Etapa 36: Mequinenza - Almatret. 21.6 km
- Etapa 36.1: Mequinenza - Fayón. 21.6 km
- Etapa 37: Almatret - Flix. 22.8 km
- Etapa 38: Flix - Mora de Ebro. 25.6 km
- Etapa 39: Mora de Ebro - Benifallet. 23.1 km
- Etapa 40: Benifallet - Tortosa. 28.3 km
- Etapa 41: Tortosa - Amposta. 13.8 km
- Etapa 42: Amposta - Riumar. 29.23 km
- Etapa 42.1: Deltebre - Camarles. 29.23 km

## Información en la red
- Wikimedia Commons alberga una categoría multimedia sobre GR-99.
- GR-99 en OpenStreetMap.
- Caminos Naturales de España
- Página sobre el Camino Natural del Ebro
- Guía del Camino Jacobeo del Ebro

- Datos: Q3572338
- Multimedia: GR 99 / Q3572338